# Johanne Krebs
Johanne Cathrine Krebs (født 21. april 1848 i Byrum på Læsø ; død 1. april 1924 i København) var en dansk maler, datter af distrikslæge, senere stiftsfysikus Frederik Christian Krebs og forfatter Anna Margrethe Borch.

## Uddannelse
Johanne Krebs var opkaldt efter maleren J.Th. Lundbye, der var en ven af familien. Hun blev elev af P.C. Skovgaard i 1869 og 1871 og var vinteren 1874-75 elev af Vilhelm Kyhn. Ellers uddannede hun sig på egen hånd, 1875-76 bl.a. under et ophold i München. Her sluttede hun venskab med Henrik Ibsen og hans hustru, og hun fik også vejledning af den norske maler Eilif Peterssen. 1880-81 modtog hun undervisning på Tegneskolen for Kvinder.

## Kunstnerisk virke
Portrætmaleriet var Johanne Krebs´ foretrukne genre i en årrække. På verdensudstillingen i Paris 1900 modtog hun bronzemedalje for et portræt. På Den Frie Udstillings allerførste udstilling i 1891 havde hun vist sit portræt af billedhuggeren Anne Marie Brodersen, senere Anne Marie Carl-Nielsen. Kunsthistorikeren Anne Christiansen karakteriserer portrættet således:
...Johanne Krebs portrætterede Anne Marie Brodersen med et karakterfuldt og målbevidst blik, som der synes at have været fuld dækning for, når man kender lidt til hendes historie og helhjertede satsning på sin karriere som billedhugger.
Johanne Krebs portrætterede flere kunstnerkolleger, som for eksempel Suzette Holten, omkring 1892. Desuden malede hun repræsentative portrætter, som eksempelvis biskop Thomas Skat Rørdam. Portrættet findes i Helligaandskirken i København.
I de senere år under sine sommerophold i Dalum malede Johanne Krebs blomsterbilleder, landskaber og interiører fra præstegårde.

## Udstillinger
- 1880 Charlottenborgs Forårsudstilling (debut)
- 1881 jævnligt til 1892 Charlottenborgs Forårsudstilling
- 1891 og jævnligt frem til 1924 Den Frie Udstilling (medstifter)
- 1891, 1892 og 1905 München
- 1883 Nordisk Kunstudstilling
- 1891 Kunstforeningen, København
- 1893 Verdensudstillingen Chicago
- 1895 Kvindernes Udstilling fra Fortid og Nutid
- 1900 Paris
- 1901 Raadhusudstillingen, København
- 1920 Kvindelige Kunstneres Retrospektive Udstilling, København
- 1986 Hjørring Kunstmuseum
- 1991 Kvindemuseet mfl. Den Fries kvindelige kunstnere

## Organisatorisk virke
Krebs arbejdede ved siden af sin kunst målrettet for kvindernes ligestilling. Hun fandt, at kvinder såvel som mænd skulle have adgang til uddannelsen som professionel kunstner på Kunstakademiet. Kvindelige kunstnere var på det tidspunkt henvist til dyre private tegne- og malerskoler. Med støtte fra flere andre kvindelige kunstnere tog hun 1888 initiativ til oprettelsen af en forberedelsesskole for kvinder til Kunstakademiet. Hendes krav faldt ikke i god jord hos bl.a. arkitekten Vilhelm Klein, der sammen med sin hustru Charlotte Klein i Dansk Kvindesamfund havde oprettet Tegneskolen for Kvinder i 1875. Johanne Krebs´ krav blev opfattet som konkurrence til skolen.
Politikens chefredaktør Viggo Hørup støttede imidlertid kravet og bevilgede som også Morgenbladet spalteplads i avisen til en debat om de forskellige uddannelsesmuligheder. Flere medlemmer af Rigsdagen, herunder Frederik Bajer, støttede Johanne Krebs, og i oktober 1888 blev det vedtaget at oprette en kunstskole for kvinder hørende under Kunstakademiet. Navnet var Den med Kunstakademiet forbundne Kunstskole for Kvinder.
Skolen fik til huse i Amaliegade 30, og Johanne Krebs fik ansættelse som skolens inspektrice indtil 1908, hvor skolen blev sammenlagt med skolerne for mandlige studerende på Kunstakademiet. Når Johanne Krebs fik stillingen som inspektrice, skete det blandt andet med baggrund i, at i alt 23 kvindelige kunstnere, herunder Anne Marie Brodersen, den senere Anne Marie Carl Nielsen, sammen med Elise Konstantin-Hansen, Agnes Lunn, Marie Luplau, Emilie Mundt og Suzette Skovgaard, havde sendt et andragende om hendes ansættelse til Akademirådet.
Johanne Krebs var med til at arrangere de kvindelige kunstneres deltagelse i verdensudstillingen i Chicago i 1893 samt kunstafdelingen på Kvindernes Udstilling fra Fortid og Nutid i 1895. Om ligestilling har hun foruden i Politiken skrevet i Tilskueren og Kvinden og Samfundet.
Der findes et selvportræt i familieeje. Krebs er også portrætteret af maleren Marie Luplau på maleriet Fra kvindevalgretskampens tid (Folketinget).

## Udvalgte værker
Portrætter:
- Ritmester C.N.B. Jürgensen (1880)
- Magdalene Thoresen (1885)
- Portrætstudie[4], også benævnt Portræt af Anne Marie Brodersen (1890)
- Moderen (1891)
- Broderen, forsikringsmatematiker Carl Krebs (ca. 1896)
- En ung pige[7] (købt 1896, ARoS Aarhus Kunstmuseum)
- Fasteren (bronzemedalje, verdensudstillingen i Paris 1900)
- Folketingsmand Jens Busk (1908, Ribe Kunstmuseum)
- Dr.med. Jens Schou
- Biskop Thomas Skat Rørdam (Helligåndskirken)
- Kammerråd Fenger
- Suzette Skovgaard Holten (Skovgaard Museet)
- Anne Marie Carl Nielsen (Carl Nielsen Museet)
- Selvportræt (familieeje)

Andet:
- Fra Dorothealyst (1902, Ribe Kunstmuseum)
- Tegninger i Kobberstiksamlingen

## Galleri
| - Værker af Johanne Krebs - En buket blomster, 1918 - Sovende pige på skovbunden - Kvindeportræt |

| - Kvinde i seng - Opstilling med roser og andre blomster i vaser - Lille pige i vinterlandskab |